# Jindřichov (Přerov)
Jindřichov é uma comuna checa localizada na região de Olomouc, distrito de Přerov.